# Linia kolejowa nr 148
Linia kolejowa nr 148 Pszczyna – Rybnik – pierwszorzędna, jedno- i dwutorowa, zelektryfikowana linia kolejowa znaczenia państwowego w województwie śląskim.

## Remonty
W połowie stycznia 2017 PKP PLK podpisały z konsorcjum firm Trakcja PRKil, Strabag, Strabag Rail, Comsa i ZUE umowę na rewitalizację linii nr 148 na odcinku Rybnik – Żory w ramach zadania  „Prace na liniach kolejowych nr 140, 148, 157, 159, 173, 689, 691 na odcinku Chybie – Żory – Rybnik – Nędza / Turze”.
W marcu 2024 zawarta została umowa z Budimexem na remont odcinka Żory – Pszczyna obejmującą m.in. wymianę torów, siec trakcyjnej, remont przystanków, podniesienie prędkości dla pociągów pasażerskich do 120 km/h, a dla towarowych do 100 km/h i przebudowę 54 obiektów inżynieryjnych (mostów i przepustów) oraz 16 przejazdów kolejowo-drogowych.